# Nea Filadelfia
Nea Filadelfia (griechisch Νέα Φιλαδέλφεια (f. sg.); alternative Transkription Nea Philadelphia) ist eine nördliche Vorstadt der griechischen Hauptstadt Athen. Nea Filadelfia befindet sich wie Athen selbst in der Ebene von Attika (Lekanopedio Attikis); analog zur Situation im deutschen Ruhrgebiet kann zwischen Nea Filadelfia und den benachbarten Städten und Gemeinden oftmals keine Grenze anhand der Bebauung ausgemacht werden.
Bis 2010 bildete Nea Filadelfia eine selbständige Gemeinde, zum 1. Januar 2011 wurde es mit Nea Chalkidona zur neuen Gemeinde Nea Filadelfia-Nea Chalkidona zusammengeschlossen, wo es seither einen Gemeindebezirk bildet.
Das Zentrum der griechischen Hauptstadt Athen befindet sich südlich von Nea Filadelfia.
1920 bestand Nea Filadelfia aus einem kleinen Bauerndorf mit 120 Häusern und mehreren Wassermühlen am Fluss Kifissos. Der Aufbau der heutigen Siedlung erfolgte ab 1923: Nach der griechischen Niederlage im Griechisch-Türkischen Krieg ließen sich Flüchtlinge aus Kleinasien, die ihre Heimat nach den Bestimmungen des Vertrages von Lausanne und des darin vorgesehenen Bevölkerungsaustauschs zwischen der Türkei und Griechenland verlassen mussten, hier nieder. Diese Flüchtlinge waren bereits 1922 bis 1923 nach Griechenland und in den Großraum Athen gelangt und hatten zunächst in Flüchtlingsunterkünften in der Region Ambelokipi gelebt. Die Zerstörung der Unterkünfte durch ein Feuer 1923 führte zur Ansiedlung im Gebiet von Nea Filadelfia. Binnen dreier Jahre wurde Nea Filadelfia nach dem Grundriss einer englischen Kleinstadt errichtet. Der schnelle Aufbau der Stadt wurde durch die zunächst fehlende Anbindung an das griechische Stromnetz sowie das Fehlen einer geregelten Wasserver- und Abwasserentsorgung sowie Schulen und Straßen erheblich behindert. Erst 1931 erfolgte die erste Busverbindung nach Athen. 1932 wurde die Stadt offiziell als Nea Filadelfia („Neues Filadelfia“) bezeichnet, da die meisten Einwohner Flüchtlinge der Region Filadelfia in Kleinasien waren. 1999 wurde Nea Filadelfia wie andere Vorstädte von und Athen selbst von einem schweren Erdbeben erschüttert.
Nea Filadelfia hatte 1981 25.320 und 1991 25.261 Einwohner. Im Gegensatz zu vielen anderen Städten und Gemeinden der Metropolregion Athen-Piräus ist die Einwohnerzahl von 1991 nach 2001 gesunken (2001: 24.112 Einwohner).
Bis 1927 war die Gegend des heutigen Nea Filadelfia als Podoniftis bekannt; der Name wurde dem gleichnamigen Bach entlehnt, welcher von Norden nach Süden in Richtung Saronischer Golf durch die Ebene von Attika fließt. 
Nea Filadelfia wird durch die westlich verlaufende griechische Autobahn 1 an das griechische Autobahn- und Fernstraßennetz angeschlossen.